# Roquefixade
Roquefixade (okzitanisch Ròcafixada) ist eine kleine französische Gemeinde mit 150 Einwohnern (Stand 1. Januar 2022) im Département Ariège in der Region Okzitanien.

## Lage
Roquefixade liegt etwa 100 Kilometer (Fahrtstrecke) südlich von Toulouse und ca. 80 Kilometer in südwestlicher Richtung von Carcassonne entfernt. Die nächstgrößeren Städte sind Lavelanet (10 Kilometer westlich), Foix (15 Kilometer nordwestlich) und Mirepoix (29 Kilometer nordöstlich).

## Geschichte
Außer der Tatsache, dass bereits um das Jahr 1050 bzw. kurz davor eine Burg erwähnt wird, weiß man wenig über die frühmittelalterliche Geschichte des Ortes. In den Jahren 1209 bis 1212 wurden die Burg von Roquefixade und wahrscheinlich auch das Dorf von den Truppen Simon de Montforts im Zuge des Albigenserkreuzzuges belagert und zerstört. Noch auf Geheiß des im Jahre 1285 verstorbenen französischen Königs Philipp III., der seit 1271 die Kontrolle über die Grafschaft Toulouse innehatte, bewerkstelligte Simon de Briseteste ab dem Jahr 1288 den Wiederaufbau des Ortes als Bastide unter dem Namen Bastide de Montfort.

## Bevölkerungsentwicklung
| Jahr      | 1968 | 1975 | 1982 | 1990 | 1999 | 2009 | 2016 |
| Einwohner | 139  | 142  | 168  | 170  | 151  | 150  | 150  |

Im 19. Jahrhundert hatte der Ort noch etwa 700 Einwohner; im Jahr 1946 waren es noch etwa 200.

## Wirtschaft
Das kleine Bergdorf liegt abseits der meisten Wege und lebt von der Viehwirtschaft (Milch und Fleisch) und ein wenig vom Tourismus.

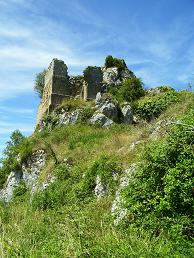
Roquefixade – Burgruine

## Sehenswürdigkeiten

### Sonstige
- Das Ortsbild von Roquefixade mit seinem großen, zentralen quadratischen Platz entspricht dem einer Bastide.
- Auf dem großen Dorfplatz steht ein Waschhaus (Lavoir) aus dem 19. Jahrhundert.
- Die Église Saint-Jean-Baptiste, eine einschiffige Dorfkirche mit Glockengiebel, birgt im Innern ein barockes Altarretabel, das – nach einer Stiftung des kurz zuvor verstorbenen örtlichen Pfarrers über 4000 Livres – um 1728 geschaffen wurde. Die Vergoldung und Bemalung der Holzfiguren sowie des gesamten Altaraufbaus wurde in den 1990er Jahren restauriert.

## Literatur

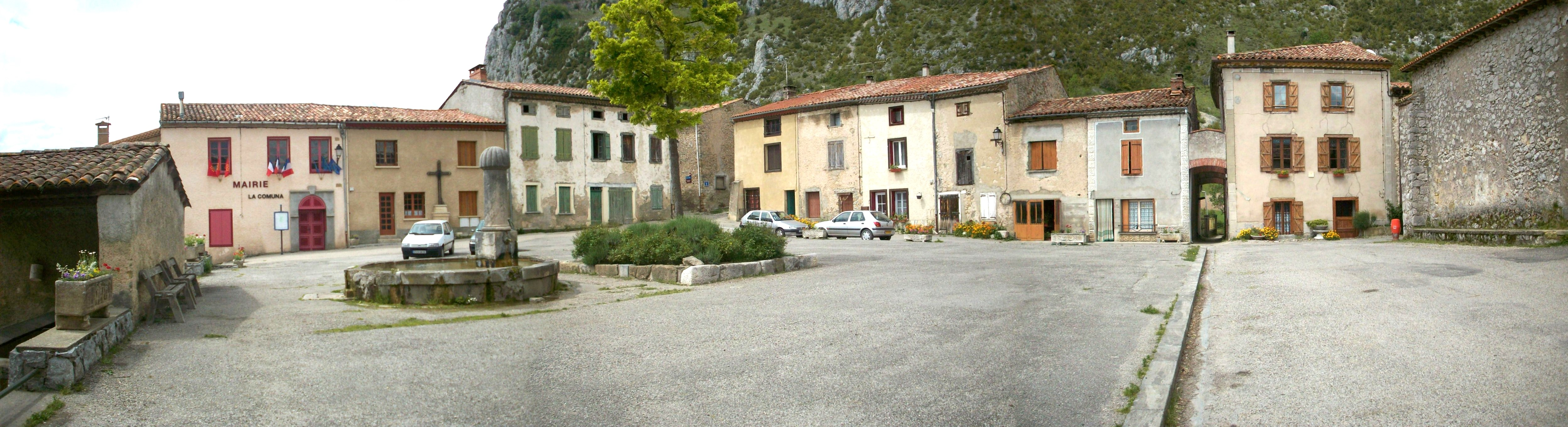
Roquefixade – Dorfplatz